# Katlenburg-Lindau
Katlenburg-Lindau [kat(ʰ).lən.bʊʁk lɪndaʊ̯] ist eine Gemeinde im Landkreis Northeim in Niedersachsen.

## Geografie

### Gemeindegliederung
- Berka
- Elvershausen
- Gillersheim
- Katlenburg
- Lindau
- Suterode
- Wachenhausen

### Nachbargemeinden
Wulften am Harz, Bilshausen, Krebeck, Bodensee, Nörten-Hardenberg, Northeim, Kalefeld, Osterode am Harz, Bovenden, Ebergötzen

### Landschaft
Die Dörfer liegen größtenteils eingebettet in die Täler der Flüsse Rhume, Oder und Söse zwischen den Landschaften Solling, Harz und Eichsfeld. Das Umland ist geprägt durch ausgedehnte Waldgebiete und vorwiegend landwirtschaftlich genutzte Wiesen und Felder und steht zum Teil als Naturschutzgebiet Rhumeaue/Ellerniederung/Gillersheimer Bachtal unter Schutz.

## Geschichte
Alte Bezeichnungen des Ortes sind zu 1075 Diedericus de Cadalenburg, zu 1076 Thiedericus de Kathalanburg, 1097 Thiederico comite de Catelenburg, 1105 (Fä. Mitte 12. Jh.) in castro suo, quod Katelenburc dicebatur, 1139 Katelenburch. Katlenburg war bis ins 19. Jahrhundert nicht der Name des Dorfes, sondern zunächst der Name der Burg. Das Grundwort liegt als -burg u. dgl. vor. Das Bestimmungswort ist der aus Suterode einfließende Katlenbach (zu urgermanisch *katala ‚gekrümmter Wasserlauf‘). Es ist davon auszugehen, dass es sich um einen Flussnamen im Sinne von „Burg an der Katel“ handelt.
Die heutige Gemeinde Katlenburg-Lindau wurde am 1. März 1974 aus den zuvor selbständigen Gemeinden Katlenburg-Duhm, Lindau, Gillersheim, Berka, Elvershausen, Wachenhausen und Suterode gebildet.
Lindau war bis 2014 Sitz des Max-Planck-Instituts für Sonnensystemforschung (MPS), das bis Juni 2004 als Max-Planck-Institut für Aeronomie (MPAe) bekannt war.
In der ehemaligen Klosteranlage hat der Pastor Martin Weskott in einer „Bücherburg“ eine Million Bücher eingelagert, die er 1991 aus der früheren DDR gerettet hat.

## Politik

### Gemeinderat
Der Rat der Gemeinde Katlenburg-Lindau setzt sich aus 20 Ratsmitgliedern zusammen. Dies ist die festgelegte Anzahl für eine Einheitsgemeinde mit einer Einwohnerzahl zwischen 7001 und 8000. Der Rat wird bei den Kommunalwahlen für jeweils fünf Jahre gewählt. Die aktuelle Amtszeit begann am 1. November 2021 und endet am 31. Oktober 2026.
Stimm- und sitzberechtigt im Rat ist außerdem der hauptamtliche Bürgermeister.
Die letzten Kommunalwahlen ergaben direkt nach der Wahl die folgende Sitzverteilung:
| Kommunalwahl       | CDU | SPD | AfD | Freie Wählergemeinschaft (FWG) | Bürgermeister | Gesamt   |
| ------------------ | --- | --- | --- | ------------------------------ | ------------- | -------- |
| 12. September 2021 | 10  | 9   | 1   | -                              | 1             | 21 Sitze |
| 11. September 2016 | 9   | 8   | 2 ¹ | 1                              | 1             | 21 Sitze |
| 11. September 2011 | 9   | 10  | –   | 1                              | 1             | 21 Sitze |
| 10. September 2006 | 9   | 10  | –   | 1                              | 1             | 21 Sitze |

¹ von zwei Sitzen wird nur ein Sitz im Gemeinderat besetzt

### Bürgermeister
- Seit dem 1. Dezember 2005 ist Uwe Ahrens (parteilos) der hauptamtliche Bürgermeister der Gemeinde. Bei den Direktwahlen 2013 und 2021 wurde er jeweils im ersten Wahlgang im Amt bestätigt. Seine Stellvertreter sind Tobias Grote (CDU) und Uwe Lebensieg (SPD).[7]

### Ortsräte
Die Ortsteile der Gemeinde Katlenburg-Lindau werden durch sieben Ortsräte und insgesamt 67 Ratsmitglieder vertreten. Seit der Kommunalwahl 2021 verteilen diese sich wie folgt:
| Ortsteile    | SPD | CDU | AfD | 0WG | 0∑ |  | Namen der Wählergruppen  |
| ------------ | --- | --- | --- | --- | -- |  | ------------------------ |
| Berka        | -   | -   | -   | 9   | 9  |  | Bürgerliste Berka        |
| Elvershausen | -   | -   | -   | 9   | 9  |  | Bürgerliste Elvershausen |
| Gillersheim  | 7   | 4   | -   | -   | 11 |  | -                        |
| Katlenburg   | 4   | 6   | 1   | -   | 11 |  | -                        |
| Lindau       | 4   | 7   | -   | -   | 11 |  | -                        |
| Suterode     | 2   | -   | -   | 5   | 7  |  | Bürgerliste Suterode     |
| Wachenhausen | -   | -   | -   | 9   | 9  |  | Bürgerliste Wachenhausen |
| ∑            | 17  | 17  | 1   | 32  | 67 |  |                          |

### Wappen
- Das Kommunalwappen der damaligen Gemeinde Katlenburg wurde 1938 verliehen.[12]
- Die am 1. März 1974 durch Gesetz neugebildete Gemeinde Katlenburg-Lindau hat das Wappen der bisherigen Gemeinde Katlenburg übernommen.

| Wappen von Katlenburg-Lindau | Blasonierung: „Im roten Feld ein schwarzer silbern bewehrter Adler.“ |
| Wappen von Katlenburg-Lindau | Wappenbegründung: Katlenburg besteht aus dem Ort Duhm und der ehemaligen Grafenburg, dem Kloster, Schloß und der Domäne Katlenburg. Das nach dieser benannte Amt führte den schwarzen Adler im roten Feld. Das Wappen wurde heraldisch unkorrekt angefertigt (Siehe: Tingierung – Heraldische Farbregeln). |

## Kultur und Sehenswürdigkeiten

### Bauwerke

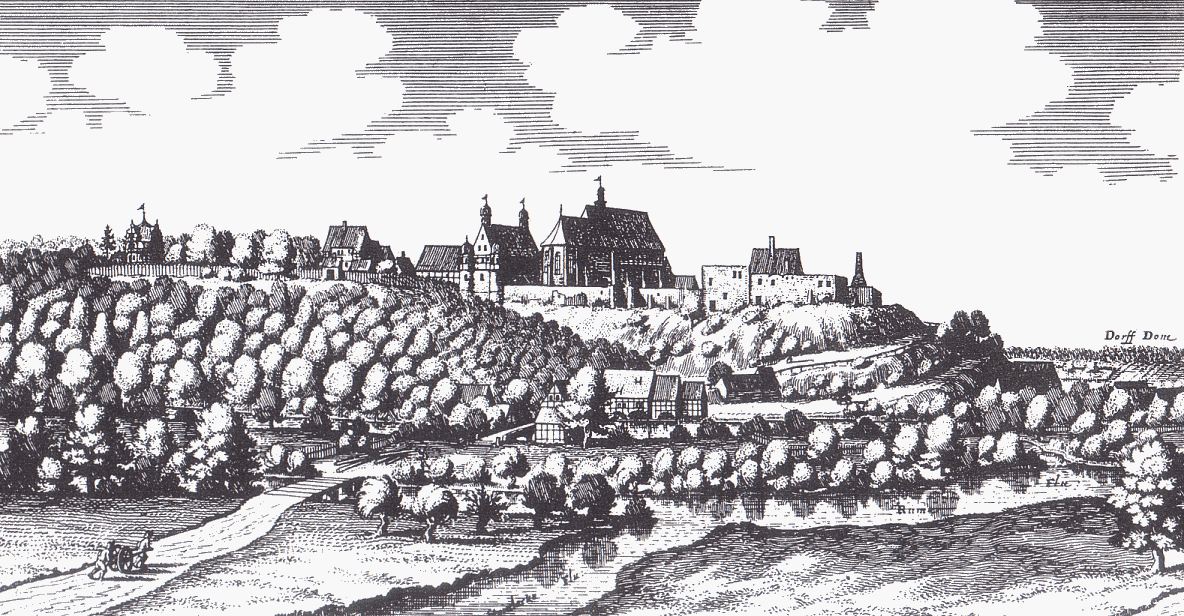
Merian-Stich der Katlenburg um 1654

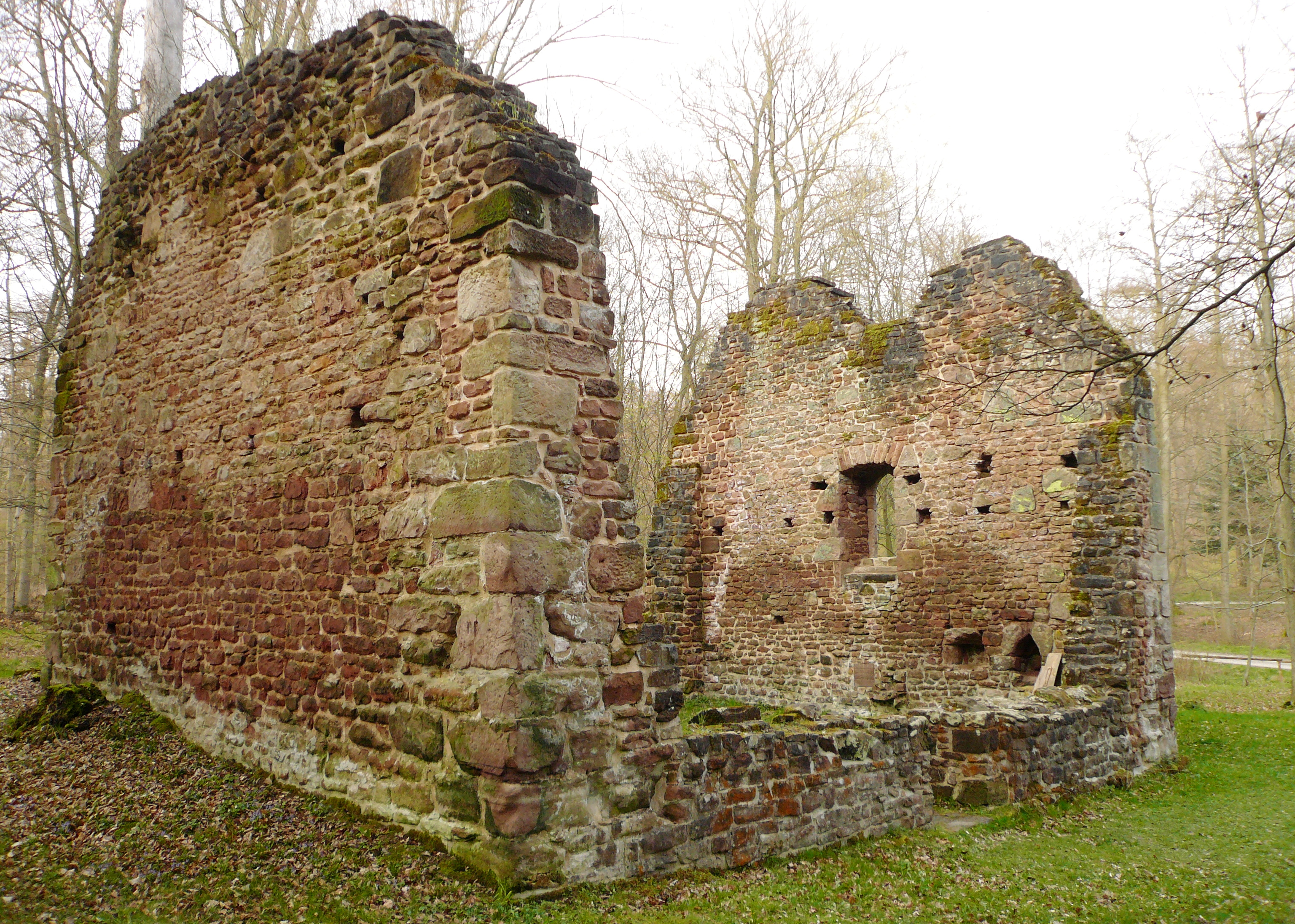
Leisenberger Kirche

- Burg Katlenburg als namensgebende Burg des Ortsteils Katlenburg
- Mushaus: Teil der ehemaligen Burganlage von Lindau
- Mordmühle: Alte Mühle, um die sich eine Legende rankt
- Leisenberger Kirche: Kirchenruine in der Nähe von Gillersheim
- Hügelgräber in der Nähe der Leisenberger Kirche
- Kreuzkirche (evangelisch, Lindau)
- St.-Johannes-Kirche (evangelisch-lutherisch, Katlenburg)
- St. Martini (evangelisch, Berka)
- St. Peter und Paul (katholisch, Lindau)
- St. Valentini (evangelisch, Elvershausen)
- früher: Herz-Jesu (katholisch, Katlenburg), 2009 profaniert
- Kirche Gillersheim (evangelisch)

### Baudenkmale
- Liste der Baudenkmale in Katlenburg-Lindau

### Bodendenkmale
- Liste der Bodendenkmale in Katlenburg-Lindau

### Grünflächen und Naherholung
- Erholungs- und Naturschutzgebiet Thiershäuser Teiche südlich von Gillersheim
- Landschaftsschutzgebiet Husumer Tal bei Suterode

### Naturdenkmale
- Liste der Naturdenkmale in Katlenburg-Lindau

## Wirtschaft und Infrastruktur

### Unternehmen
Wirtschaftlich haben sich einige kleine und mittlere Unternehmen aus den Bereichen Handwerk, Industrie und Dienstleistungen angesiedelt. Im Ortsteil Katlenburg hat die Katlenburger Kellerei ihren Sitz. Dem ländlichen Umfeld entsprechend nimmt die Landwirtschaft einen hohen Stellenwert ein.

### Öffentliche Einrichtungen
Zu den Kulturellen Einrichtungen zählt neben einigen Dorfgemeinschaftshäusern und Festhallen, zwei Büchereien und vier Kindergärten auch die Freizeit- und Bildungsstätte Katlenburg.

### Bildung
Schulen in Katlenburg-Lindau:
- Burgbergschule in Katlenburg (Grundschule)
- Rhumetalschule in Lindau (Oberschule)

### Verkehr
Im Zentrum der Gemeinde liegt der Knotenpunkt der Bundesstraßen 241 und 247. Im Ortsteil Katlenburg liegt ein Haltepunkt der Südharzstrecke zwischen Northeim und Herzberg am Harz.

## Persönlichkeiten

### Ehrenbürger
- Heinz Marks, Elvershausen[14]

### Söhne und Töchter der Gemeinde
- Johann Dietrich Christian Lauenstein (1776–1843), evangelischer Pastor, Superintendent und Schriftsteller
- August Beuermann (1867–1930), Politiker (DVP), MdR, MdL (Preußen)
- Georg Greve-Lindau (1876–1963), Maler des Impressionismus
- Franz Mueller-Darß (1890–1976), Forstmeister und Standartenführer der Waffen-SS im Stab Heinrich Himmlers
- Wilfried Gleitze (* 8. September 1944 in Lindau; † 21. November 2019 in Münster), Jurist, Erster Direktor der Deutschen Rentenversicherung Westfalen (1987–2009), Vizepräsident des Bundesversicherungsamtes (1981–1987)
- Sabine Frommel (* 1955), Architektur- und Kunsthistorikerin

### Personen, die mit der Gemeinde in Verbindung stehen
- Martin Weskott (* 1951), ev. Pfarrer, Begründer der Buchrettungsaktion „Bücher Weitergeben statt Wegwerfen“, von 1979 bis 2017 Pfarrer der Sankt-Johannes-Gemeinde in Katlenburg
- Helmut Fiebig (1956–2011), Filmkritiker, Chefredakteur von Cinema (1996–2008)
- Michael Krieter (* 1963), ehemaliger Handball-Torwart
- Bernd Leinemann (* 1963), Deutscher ONS-Rallycross-Meister 1992, FIA-Rallycross-Vizeeuropameister 1994[15]
- Frauke Heiligenstadt (* 1966), Bundestagsabgeordnete und frühere niedersächsische Kultusministerin (SPD), lebt im Ortsteil Gillersheim